# Großsteingrab Lille Veksø 1
Das Großsteingrab Lille Veksø 1 war eine megalithische Grabanlage der jungsteinzeitlichen Nordgruppe der Trichterbecherkultur im Kirchspiel Veksø in der dänischen Kommune Egedal. Es wurde im 19. oder frühen 20. Jahrhundert zerstört.

## Lage
Das Grab lag etwa auf halber Strecke zwischen Veksø und Stenløse an der Nordseite des Frederikssundsvej. In der näheren Umgebung gibt bzw. gab es zahlreiche weitere megalithische Grabanlagen.

## Forschungsgeschichte
Im Jahr 1875 führten Mitarbeiter des Dänischen Nationalmuseums eine Dokumentation der Fundstelle durch. Zu dieser Zeit war die Anlage nur noch teilweise erhalten. Irgendwann später wurde sie vollständig abgetragen.

## Beschreibung
Die Anlage besaß eine nordwest-südöstlich orientierte rechteckige Hügelschüttung mit einer Länge von mindestens 25 m und einer Breite von 8,5 m. Von der Umfassung waren 1875 noch zehn Steine an einer Langseite erhalten. Ihre Höhe wird mit bis zu 5,7 m angegeben.
Der Hügel enthielt ursprünglich zwei Grabkammern, die 1875 bereits zerstört waren. Die erste lag 9,5 m und die zweite 22 m vom nordwestlichen Hügelende entfernt. Zu den Maßen, der Orientierung und dem Typ der Kammern liegen keine Angaben vor.